# Beautiful Liar
Beautiful Liar – piosenka amerykańskiej wokalistki rhythm and bluesowej Beyoncé oraz kolumbijskiej latin popowej wokalistki Shakiry, pochodząca z drugiego albumu solowego Knowles, B’Day.
„Beautiful Liar” został wydany jako pierwszy singel promujący reedycję B’Day. Piosenka odniosła komercyjny sukces, zdobywając wiele nagród oraz plasując się na 1. miejscach notowań w 32 krajach. W 2008 roku „Beautiful Liar” otrzymał nagrodę Ivor Novello Award dla najlepiej sprzedającego się singla w Wielkiej Brytanii.

## Geneza
Knowles w grudniu 2006 roku potwierdziła, że zamierza nagrać piosenkę w duecie z Shakirą. W wywiadzie dla MTV opowiedziała o tym, jak kilkakrotnie spotykała Shakirę podczas różnych muzycznych wydarzeń oraz przyznała, że obie, od początku znajomości, chciały stworzyć wspólny utwór. Gdy Beyoncé zaprosiła Kolumbijkę do studia, aby nagrać nową piosenkę na reedycję B’Day, Shakira przebywała w trasie koncertowej, co początkowo spowodowało trudności z uzgodnieniem terminów. Knowles powiedziała o współpracy z Shakirą: „zrobiłyśmy to, bo jesteśmy swoimi fankami i szanujemy wzajemną pracę”. Wokalistki nagrały swoje części oddzielnie, w różnych studiach.

## Kompozycja
„Beautiful Liar” to rhythm and bluesowa piosenka utrzymana w tonacji g-moll.
Knowles przyznała, że „Beautiful Liar” mówi o kobiecym empowermencie i odpowiada założeniom całego albumu. Bohaterki piosenki są oczarowane tym samym mężczyzną, jednak zamiast o niego walczyć uświadamiają sobie, że nie jest on wart ich czasu: „piosenka opowiada o facecie, który bawi się nami, ale zamiast kłócić się o niego, my mówimy, «Zapomnij o nim. Trzymajmy się razem. On jest pięknym kłamcą.»”

## Wydanie
„Beautiful Liar” wyciekł do Internetu i stał się tym samym jednym z utworów, które można było pobrać za darmo. 28 kwietnia 2007 roku singel miał oficjalną premierę w Wielkiej Brytanii, a 15 maja w Stanach Zjednoczonych.
Piosenka wyprodukowana została w wielu wersjach. Don Omar nagrał dodatkowe wersy do jednego z jej remiksów, jednak jego wykonanie nie zostało wydane. W Wielkiej Brytanii większość stacji radiowych, w tym BBC Radio 1, emitowała szybszy, taneczny remiks „Beautiful Liar” autorstwa Freemasons. Hiszpańskojęzyczna wersja utworu, „Bello Embustero”, pojawiła się na niektórych regionalnych wydaniach edycji deluxe B’Day.

## Sukces komercyjny

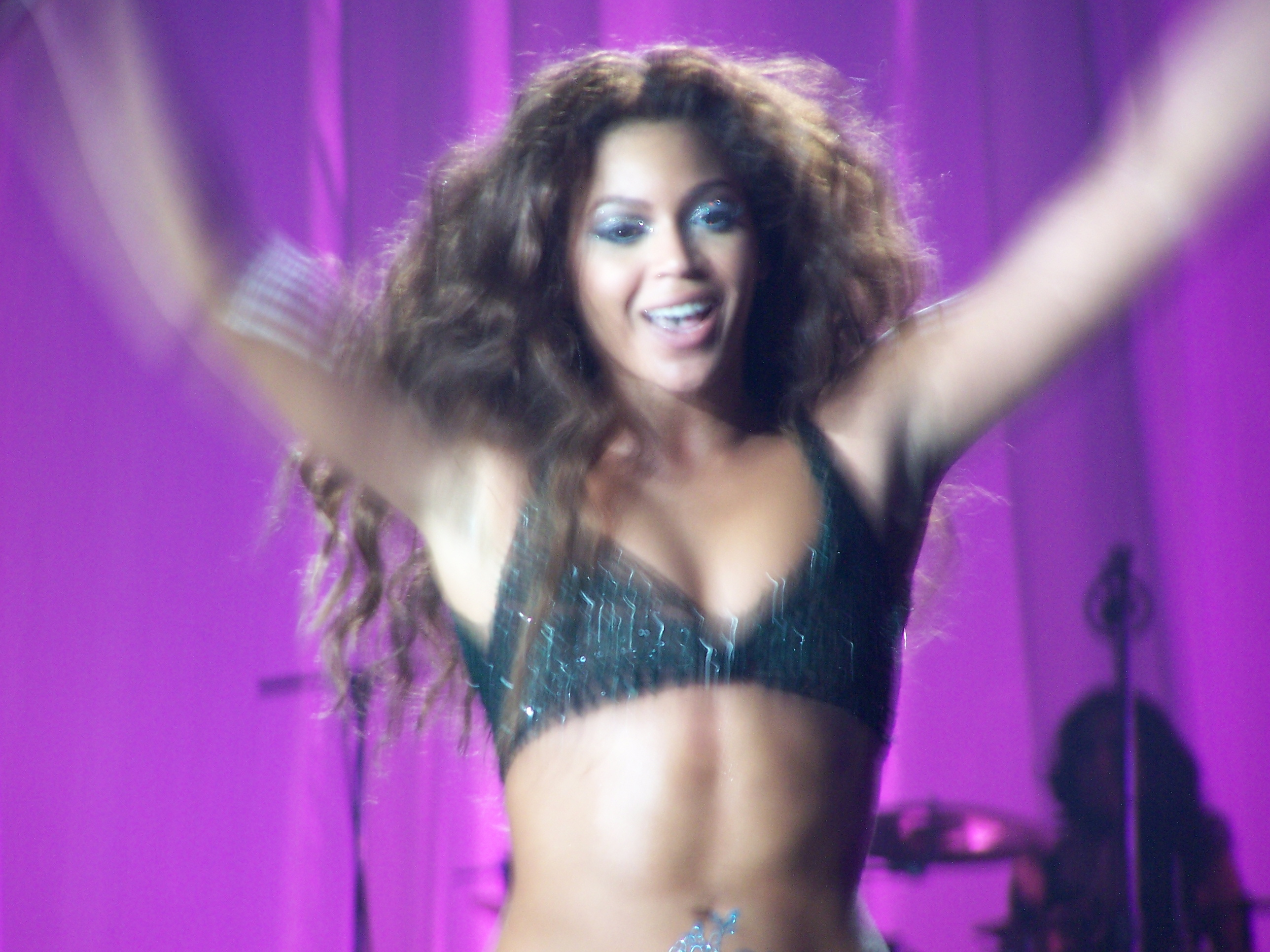
Knowles wykonująca „Beautiful Liar” w Barcelonie podczas trasy koncertowej The Beyoncé Experience.

„Beautiful Liar” zadebiutował na 94. pozycji „Billboard” Hot 100, głównie ze względu na zakup singla w formie digital download. W następnym tygodniu awansował o 91 miejsc, na 3., ze sprzedażą ok. 150 000 kopii. Ustanowił tym samym nowy rekord dla największego wzrostu na liście, który dwa lata później pobiła jednak Britney Spears. W zestawieniu „Billboard” Pop 100 singel awansował z kolei o 74 pozycje, z 77. na 3. „Beautiful Liar” jest jednym z niewielu utworów w historii, które zadebiutowały na szczycie Hot Digital Tracks oraz Hot Digital Songs równocześnie. W połowie maja singel dotarł na szczyt „Billboard” Hot Singles Sales i stał się piątą piosenką z B’Day, która tego dokonała. W lutym 2009 roku „Beautiful Liar” uzyskał platynowy status w Stanach Zjednoczonych za sprzedaż ponad 1 000 000 kopii.
Singel odniósł większy sukces na arenie międzynarodowej, docierając na 1. pozycje notowań w 32 krajach. „Beautiful Liar” zadebiutował na 10. miejscu UK Singles Chart, rozchodząc się w pierwszym tygodniu w 37 500 kopii. Po fizycznym wydaniu singla, dwa tygodnie później, utwór dotarł na szczyt listy, na którym pozostawał przez trzy tygodnie. 20 czerwca 2007 roku singel uzyskał srebrny status w Wielkiej Brytanii za sprzedaż powyżej 200.000 egzemplarzy. „Beautiful Liar” był 12. najlepiej sprzedającym się singlem roku 2007 w tym kraju.
W Australii singel uplasował się na 5. pozycji i był 51. najlepiej sprzedającym się utworem 2007 roku. Australian Recording Industry Association przyznała singlowi złoty status za sprzedaż powyżej 35.000 kopii. W Nowej Zelandii utwór zadebiutował na szczycie New Zealand Singles Chart.

### Nagrody i nominacje
„Beautiful Liar” nominowana została do nagrody Grammy w kategorii najlepsza popowa kolaboracja. Z kolei hiszpańskojęzyczna wersja piosenki otrzymała nomiację do Latin Grammy Award za nagranie roku. W Europie singel zdobył nagrodę dla najlepiej sprzedającego się utworu w Wielkiej Brytanii na gali Ivor Novello Awards 2008. Poza tym „Beautiful Liar” nominowany był do MTV Europe Music Award oraz People’s Choice Award.

## Wideoklip
Teledysk do „Beautiful Liar” wyreżyserowany został przez Jake’a Navę. Powstał w dwa dni, podczas prac nad B’Day Anthology Video Album. Ze względu na natężenie pracy i napięty grafik zespół produkcyjny nie miał dużo czasu na stworzenie choreografii, dlatego taniec w teledysku jest spontaniczny i był ćwiczony przez wokalistki tylko przez czterdzieści minut. Beyoncé nauczyła się części kroków oraz kilku ruchów tańca brzucha od Shakiry, która była główną autorką choreografii. Pomysł podobnego wyglądu zasugerowała Knowles. Zainspirował ją widok chłopca, który tańczył tak, jakby miał przed sobą lustro, jednak później uświadomiła sobie, że była to inna osoba.
W pierwszej części teledysku Knowles i Shakira pokazane są w oddzielnych ujęciach. Wideoklip rozpoczyna się widokiem twarzy wokalistek, zamaskowanych przez dym. Następnie są one pokazane na wielu tłach, aż w końcu wspólnie tańczą w deszczu. Przez cały czas mają podobne do siebie stroje i fryzury.
Wideoklip miał premierę 28 lutego 2007 roku (tego samego dnia, co „Upgrade U”) w programie TRL MTV.

### Nagrody i nominacje
„Beautiful Liar” nominowany był do nagrody za teledysk roku na gali BET Awards 2007, jednak przegrał z innym teledyskiem Knowles, „Irreplaceable”. Na gali MTV Video Music Awards 2007 wideoklip otrzymał statuetkę dla najbardziej epokowej kolaboracji. Knowles odebrała nagrodę sama, gdyż Shakira przebywała wtedy w Kanadzie. Poza tym wideoklip nominowany był do NAACP Image Award.

## Listy utworów
Stany Zjednoczone
1. „Beautiful Liar” – 3:21
2. „Bello Embustero” (wersja hiszpańskojęzyczna) – 3:22
3. „Beautiful Liar” (feat. Sasha Fierce a.k.a. Beyoncé) – 3:21
4. „Beautiful Liar” (wersja instrumentalna) – 3:19

Australia
1. „Beautiful Liar” – 3:19
2. „Beautiful Liar” (remiks Freemasons) – 3:27

Wielka Brytania
1. „Beautiful Liar” – 3:19
2. „Beautiful Liar” (remiks Freemasons) – 3:27
3. „Irreplaceable (remiks) – 4:03
4. „Déjà Vu” (remiks Freemasons) – 3:15
5. „Beautiful Liar” (teledysk) – 3:34

## Pozycje na listach
| Lista(2007)                                  | Pozycja |
| -------------------------------------------- | ------- |
| Australian ARIA Singles Chart                | 5       |
| Austrian Singles Chart                       | 2       |
| Belgian (Flandria) Ultratop 50 Singles Chart | 2       |
| Belgian (Walonia) Singles Chart              | 5       |
| Canadian Hot 100                             | 2       |
| Danish Singles Chart                         | 4       |
| Dutch Top 40                                 | 1       |
| Eurochart Hot 100 Singles                    | 1       |
| Finnish Singles Chart                        | 2       |
| French SNEP Singles Chart                    | 1       |
| German Singles Chart                         | 1       |
| Irish Singles Chart                          | 1       |

| Lista (2007)                          | Pozycja |
| ------------------------------------- | ------- |
| Italian FIMI Singles Chart            | 1       |
| New Zealand RIANZ Singles Chart       | 1       |
| Norwegian VG-lista Singles Chart      | 2       |
| Romanian Singles Chart                | 2       |
| Spanish Singles Chart                 | 1       |
| Swedish Singles Chart                 | 6       |
| Swiss Singles Chart                   | 1       |
| UK Singles Chart                      | 1       |
| USA Billboard Hot 100                 | 3       |
| USA „Billboard” Pop 100               | 3       |
| USA „Billboard” Hot Dance Club Play   | 1       |
| USA „Billboard” Hot Latin Songs       | 10      |
| USA „Billboard” Hot R&B/Hip-Hop Songs | 70      |

### Certyfikaty
| Kraj              | Certyfikat           |
| ----------------- | -------------------- |
| Australia         | Złoto (35 000+)      |
| Wielka Brytania   | Srebro (200 000+)    |
| Stany Zjednoczone | Platyna (1 000 000+) |
| Niemcy            | Złoto (150 000+)     |
| Belgia            | Złoto (15 000+)      |
| Szwajcaria        | Złoto (15 000+)      |